# 고르고 (스파르타)
고르고(그리스어: Γοργώ)는 스파르타 왕 클레오메네스 1세의 딸이며, 클레오메네스 1세의 이복동생 레오니다스 1세의 아내이다. 